# Farkas Ottó (író)
Farkas Ottó  (Dobfenek, 1951. szeptember 13. –) felvidéki író, újságíró.

## Életpályája
Tanulmányait a Füleki Gimnáziumban (1967–1970) és a Tornaljai Mezőgazdasági Műszaki Szakközépiskolában (1970–1972) végezte. Tíz évig volt az almágyi szövetkezetben a bérelszámolási osztály vezetője, azt követően tizenegy évig a feledi terménysiló és tápkészítő üzem vezetője. Különböző szervezeteknél dolgozott és szinte valamennyi szlovákiai magyar lapban publikált.
1990-től főállásban újságíró (Szabad Földműves, Szabad Földműves Újság, Szabad Újság, Gömöri Hírlap, Új Szó, Vasárnap,  közben a Madách Újságíró Akadémia távutas hallgatója lett Salgótarjánban.  2012-ben nyugdíjba vonult, akkor jelent meg első könyve; Ördög János ugratása címmel. Farkas Ottó azon szerzők közé tartozik, aki könyveinek történeteit nem íróasztal mögött találja ki. Évtizedek óta járja a vidéket, gyűjti a szájhagyomány útján terjedő kulturális emlékeket és igaz történeteket. Meséltetett kitelepített családokat, doni visszatérőket, csempészeket, kastélyban szolgálókat, kastélylakókat, stb. A feldolgozott történeteket nem csak írásban jelenteti meg, hanem szívesen meséli hallgatóinak is.

## Magánélete
1978-ban kötött házasságot Vincze Teréziával, egy lánygyermekük született: Krisztina (1980).

## Művei
- Kísértetárnyék – Amiről a fonóban beszéltek – misztikus történetek (AB-ART, 2013)
- Honvágy – élet írta történetek (AB – ART, 2013)
- A hanvai pap hamvai – anekdoták Tompa Mihályról (Beszédes múlt könyvek, 2014)
- Csempészek finánctűzben (Beszédes múlt könyvek, 2015)
- Vándorúton. Bagolyvártól a Baranta-völgyig; Zuárd, Kassa, 2016
- Keserves nászút (Beszédes múlt könyvek, 2017)
- Az iglói levél (Beszédes múlt könyvek, 2017)
- Koporsó részletfizetésre (Beszédes múlt könyvek, 2020)
- A madarakat figyeljétek! – misztikus történetek (Beszédes múlt könyvek, 2021)
- Naplótöredékek (Beszédes múlt könyvek 2022)[1]
- Betyáros történetek (Beszédes múlt könyvek 2023)
- A lapokban megjelent I. rész (Beszédes múlt könyvek 2024)

Mondái
- Ördög János ugratása (magánkiadás, 2012)
- Ahol elkártyázták Madách Ilonkát (Beszédes múlt könyvek, 2019)

Regényei
- El innen (Beszédes múlt könyvek, 2014)
- Keserű az őszibarack (Beszédes múlt könyvek, 2015)
- Mindenütt áll egy híd (Beszédes múlt könyvek, 2018)
- Szeress, vagy ütök (Beszédes múlt könyvek, 2020)